# Baterías de nanodiamante

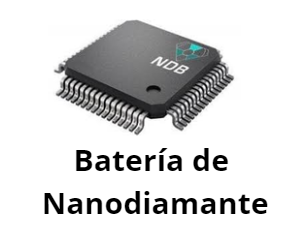
Representación gráfica de una batería de nanodiamante, desarrollada por NBD (Nano Diamond Batterry).

Las baterías de nanodiamante representan una innovadora tecnología en el campo de la energía, caracterizada por su capacidad para utilizar desechos nucleares difíciles de manejar y mantener. Esta tecnología aprovecha diamantes sintéticos en combinación con materiales radiactivos, como el carbono-14, extraído de los residuos de grafito utilizados en reactores nucleares. Estas baterías se destacan por su capacidad de generar energía de manera sostenida durante miles de años, lo que las hace ideales para aplicaciones que requieren fuentes de energía duraderas y de bajo mantenimiento, como la exploración espacial, dispositivos médicos implantables y sistemas de monitoreo remoto.
La tecnología de las baterías de nanodiamante se basa en la encapsulación de material radiactivo dentro de nanodiamantes, que actúan como semiconductores y facilitan una liberación controlada de energía mediante la desintegración beta. Este proceso convierte el carbono-14 en nitrógeno-14, liberando electrones que generan electricidad. Las primeras aplicaciones prácticas y los prototipos han demostrado su potencial para resolver problemas energéticos de larga data, especialmente en áreas donde la energía constante y la fiabilidad son cruciales.
Los creadores han declarado que podrían almacenar energía entre una década y 28.000 años sin necesidad de recargarlas, ni perdidas de rendimiento. Ofrecerán una mayor densidad de energía que las baterías de iones de litio. Serán prácticamente indestructibles y totalmente seguras en un accidente de coche eléctrico.
En algunas aplicaciones, como los coches eléctricos, serán considerablemente más baratas que los actuales paquetes de iones de litio, a pesar de sus enormes ventajas.
El corazón de cada célula es una pequeña pieza de residuos nucleares reciclados. BND usa residuos nucleares: peligrosos, difíciles y caros de almacenar, con una vida media muy larga.

## Historia
El desarrollo de las baterías de nanodiamante comenzó en la década de 2010. En 2016, investigadores de la Universidad de Brístol en el Reino Unido presentaron un prototipo que utilizaba el isótopo radiactivo carbono-14 (C-14) para generar electricidad. Este avance marcó un hito en el uso de residuos nucleares para la producción de energía segura y duradera. En 2020, se fundó la empresa Arkenlight, una Empresa derivada (spin-off) de la Universidad de Bristol, con el objetivo de comercializar esta tecnología y explorar sus aplicaciones prácticas.
Ese mismo año, en 2020, se fundó NDB, Inc. (Nano Diamond Battery) en San Francisco (California). Esta empresa se ha dedicado a llevar la tecnología de baterías de nanodiamante al mercado global, con un enfoque en aplicaciones tanto industriales como comerciales. NDB ha desarrollado su propia versión de estas baterías, utilizando carbono-14 y procesos avanzados de fabricación de diamantes.

## Principio de funcionamiento
Las baterías de nanodiamante emplean grafito purificado que se transforma en diminutos diamantes de carbono-14 La estructura del diamante actúa como semiconductor y disipador de calor. Este diamante radiactivo de carbono-14 está completamente recubierto por una capa de diamante de carbono-12, un material no radiactivo y económico fabricado en laboratorio. Esta capa externa contiene las partículas energéticas, previene las fugas de radiación y proporciona una barrera de protección segura.
Para formar una célula de batería, se apilan y almacenan múltiples capas de este material de nanodiamante junto con una diminuta placa de circuito integrado y un pequeño supercondensador, que se encargan de recoger, almacenar y distribuir la carga instantáneamente. Las baterías de nanodiamante pueden adaptarse a diversas formas y estándares, incluyendo tamaños comunes como AA, AAA, 18650 y 2170, así como a tamaños personalizados.
Estas baterías funcionan como pequeños generadores de energía en miniatura que no requieren recarga, ofreciendo un costo competitivo y, en ocasiones, significativamente más bajo que las actuales baterías de litio. Esta ecuación económica se ve facilitada por el hecho de que algunos proveedores de residuos nucleares están dispuestos a pagar a las empresas como NDB, Inc. para que se deshagan de estos desechos de manera segura.
Los niveles de radiación de una célula de batería, según NDB, Inc., son menores que los niveles de radiación producidos por el cuerpo humano, lo que las hace totalmente seguras para su uso en una variedad de aplicaciones. A pequeña escala, estas baterías podrían utilizarse en dispositivos médicos implantables, como marcapasos cardíacos y otros implantes electrónicos, donde su larga vida útil eliminaría la necesidad de cirugías repetidas para su reemplazo. También podrían integrarse directamente en placas de circuitos, proporcionando energía durante toda la vida útil de un dispositivo.
Las baterías de nanodiamante ofrecen una solución revolucionaria para la gestión de residuos nucleares y la generación de energía de larga duración, combinando seguridad, eficiencia y sostenibilidad en un solo dispositivo.
- Material radiactivo: Los isótopos comúnmente usados son el carbono-14 (C-14) y el níquel-63 (Ni-63).
- Proceso de producción: La deposición química en fase vapor (CVD) se utiliza para incorporar los isótopos radiactivos en los diamantes sintéticos.
- Generación de energía: La energía generada es baja pero constante, adecuada para aplicaciones de baja potencia a largo plazo.

## Aplicaciones potenciales
- Dispositivos médicos: Implantes que requieren fuentes de energía duraderas.
- Exploración espacial: Equipos que operan en entornos extremos donde la recarga no es viable.
- Microelectrónica: Dispositivos pequeños que necesitan energía constante durante muchos años.
- Sensores remotos: Utilizados en lugares inaccesibles donde el mantenimiento es difícil.

## Ventajas y desventajas

### Ventajas
- Longevidad: Pueden durar hasta miles de años, dependiendo de la vida media del material radiactivo.
- Bajo Mantenimiento: No requieren mantenimiento una vez instaladas.
- Resistencia: Los diamantes son extremadamente duros y resistentes.

### Desventajas
- Costo: La producción de diamantes sintéticos radiactivos actualmente es cara.
- Eficiencia: La densidad de energía es baja en comparación con las baterías convencionales.

## Desarrollo y comercialización
Arkenlight, fundada en 2020, se dedica a la comercialización de esta tecnología, buscando aplicaciones en sectores como la salud, la exploración espacial y la tecnología de sensores. La empresa colabora con instituciones de investigación para mejorar la eficiencia y reducir los costos de producción de las baterías de nanodiamante.